# Schloss Ritzing

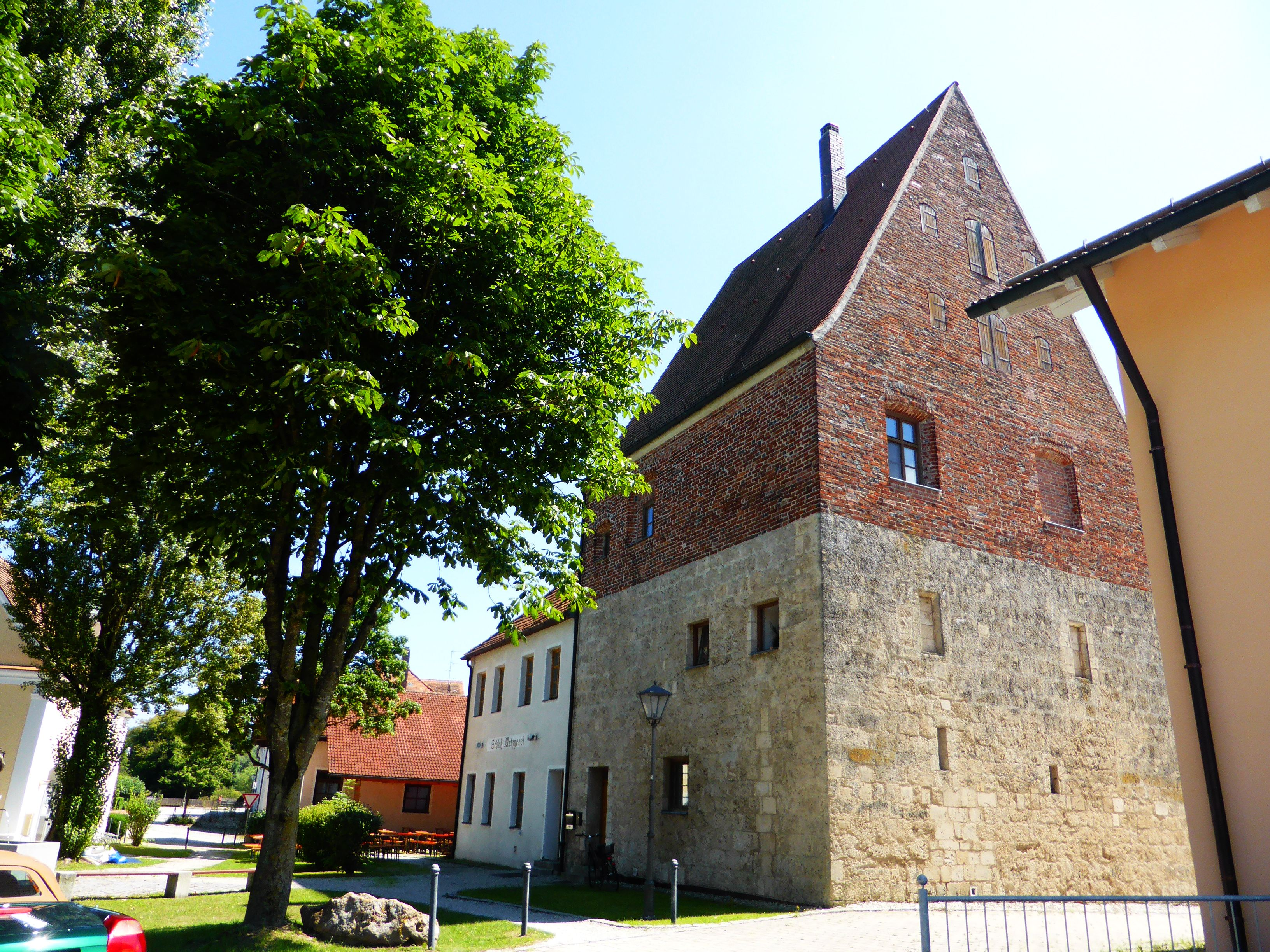
Schloss Ritzing heute

Das Schloss Ritzing befindet sich im gleichnamigen Gemeindeteil der Gemeinde Kirchdorf am Inn im Landkreis Rottal-Inn von Bayern (Seibersdorfer Straße 9). Es ist unter der Aktennummer D-2-77-128-15 ein Baudenkmal. Die Anlage wird ferner als Bodendenkmal unter der Aktennummer D-2-7743-0020 mit der Beschreibung „untertägige mittelalterliche und frühneuzeitliche Befunde und Funde im Bereich des Hofmarkschlosses von Ritzing“ geführt.

## Geschichte

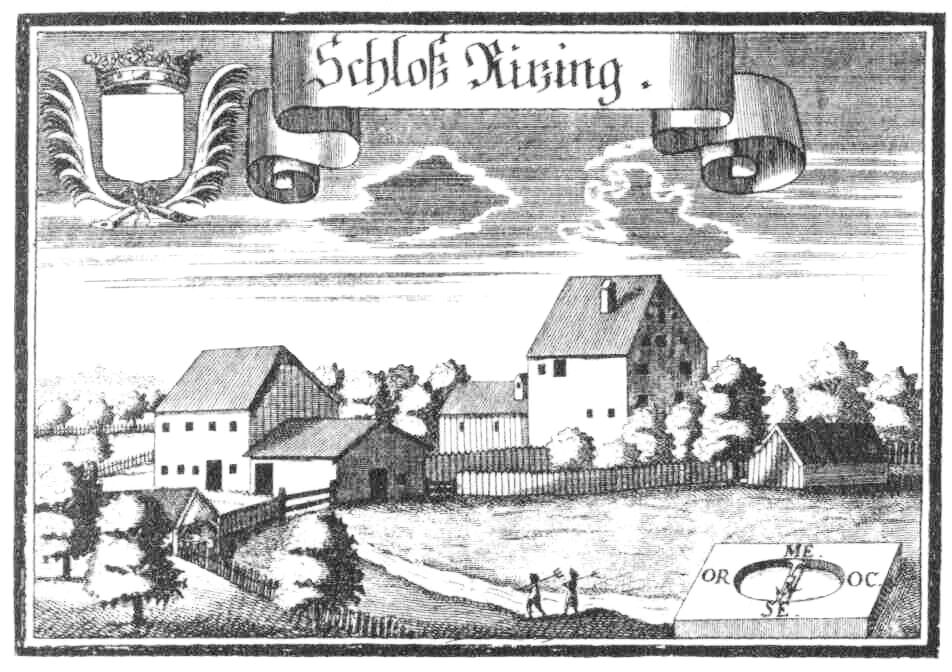
Schloss Ritzing nach einem Stich von Michael Wening von 1721

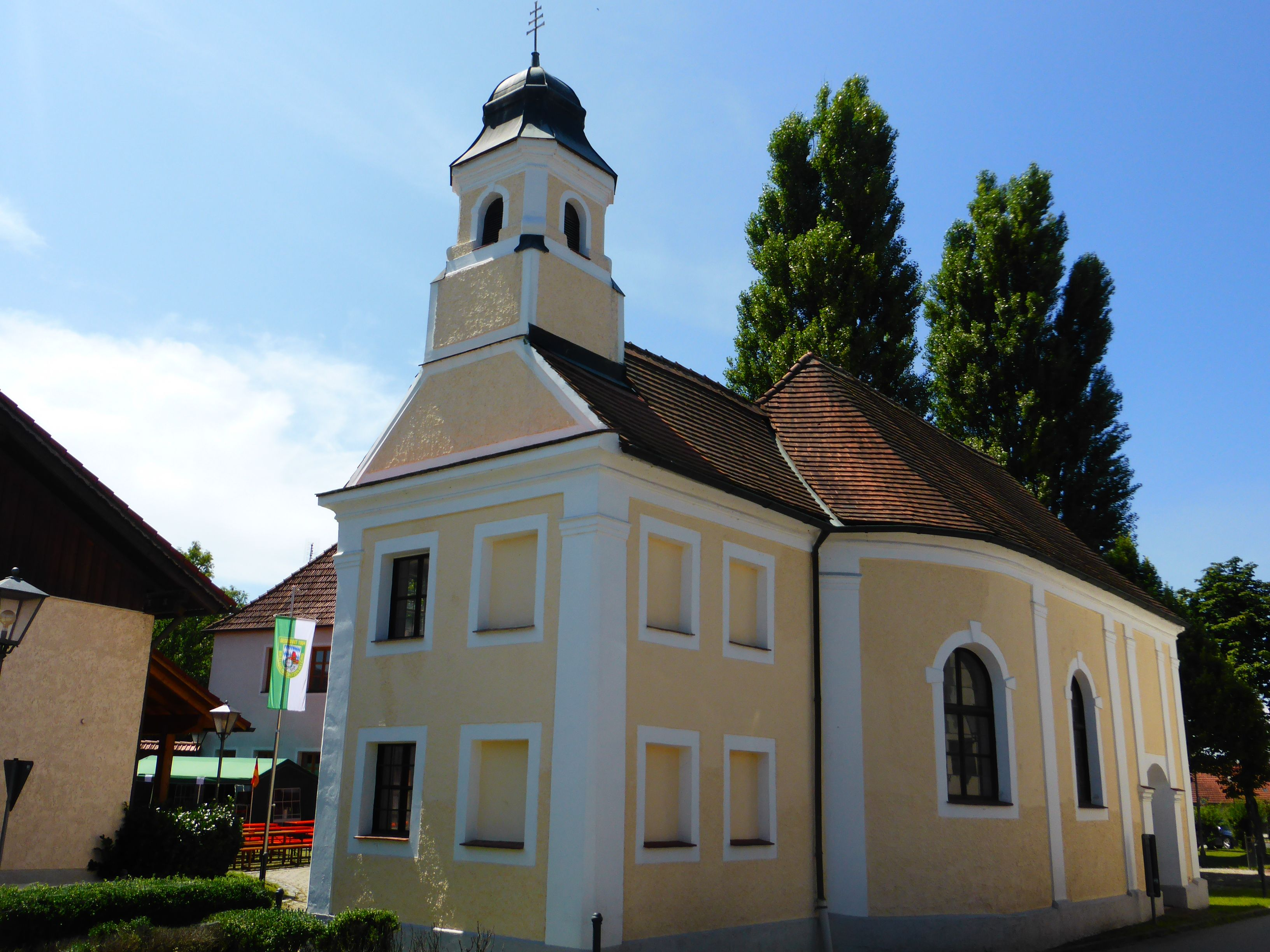
Schlosskapelle Ritzing

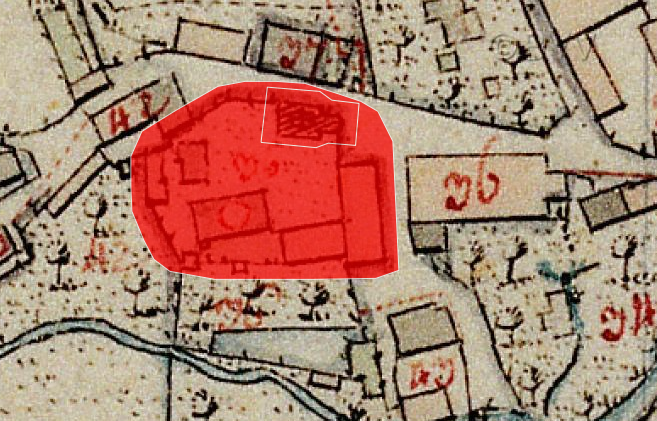
Lageplan von Schloss Ritzing auf dem Urkataster von Bayern

Im 12. Jahrhundert erscheint hier ein Dietmarus von Richingen.  Im 14. Jahrhundert ist in Ritzing die Familie Stettner mit Perichtold von Stetten ansässig. 1418 wird auf dem Schloss Daniel Auer zu Lichtenau erwähnt. Ihm folgt 1489 Wilhelm Knab nach. Herzog Albrecht IV. vergab den Sitz zu Ritzing an Georg Plattner, Stadthauptmann zu Braunau. 1508 wurde der Sitz an Gabein Trauner verliehen. Ihm folgt 1517 sein Sohn Christoph Trauner. Da dieser noch unmündig war, wurde der fürstliche Rat und Jägermeister Hans Georg von Nußdorf zum Empfang des Lehens bevollmächtigt. Erst 1551 konnte Gabein Trauner das Lehen selbst empfangen. Nach seinem Tod, er hinterließ keine Kinder, fiel Ritzing an Herzog Albrecht V. zurück. Dieser verlieh den Sitz an Georg B(P)randstetter, fürstlicher Kammerrat. 1584 ging der Sitz ungeteilt an dessen Sohn Virgil Brandstetter über. Dann ist hier noch ein Georg Prandstetter zu erwähnen, fürstlicher Rat zu Julbach und Mautner zu Braunau. Bis 1619 blieb die Familie Brandstetter im Besitz von Ritzing.
1619 kaufte Gregori Stängl, Pfleger zu Julbach und Mautner zu Braunau, über Michel Schmit, Kammersekretär zu München, den Sitz Ritzing der Familie Brandstetter ab. Die Stängl blieben bis 1723 im Besitz von Ritzing. Dabei verfügten sie über die (vermutlich seit 1606 bestehende) niedere Gerichtsbarkeit. Da aber die Erben der Stängl nicht adelig waren, wurden ihnen die Hofmarkrechte entzogen und die Gerichtsbarkeit wurde nur zugestanden soweit sich der Tachtropf erstreckt, also bis zur Traufe. Im gleichen Jahr kaufte Franz Bernhard von Prielmayr, kurfürstlicher Regimentsrat, Truchsess und Kastner zu Burghausen den Sitz von Karl Josef Stängl zu Sattelberg. Er kaufte des Weiteren von Georg Haidberger das Bräuhaus mit Braugerechtigkeit in Simbach am Inn. Diese wurde am 4. Mai 1723 dem Sitz Ritzing inkorporiert. Nach seinem Tod ging Ritzing an seinen Sohn Joseph Wolfgang Lorenz von Prielmayr und dessen sieben Geschwister über. Auch die fünf Kinder seiner verstorbenen Schwester Digna Franziska, verehelichte von Brucklach, wurden 1737 an dem Lehen mitbeteiligt.
1740 kaufte Maximilian Freiherr von Berchem (ab 1772 Graf von Berchem) die Lehen der Familie Prielmayr. Um eine Zersplitterung seines Besitzes zu vermeiden, errichtete Maximilian Franz Joseph von Berchem eine Primogenitur. In Ritzing bestand ab 6. August 1820 ein Patrimonialgericht 1. Klasse. Erst in der Revolution 1848 wurden die letzten Reste der Adelsherrschaft im Königreich Bayern beseitigt und die Patrimonialgerichte aufgehoben. 1858 verkaufte Sigmund Graf von Berchem den Sitz Ritzing und dieser ging in bürgerliche Hände über.

## Schloss Ritzing einst und jetzt
Der ursprüngliche Sitz des Dietmarus de Richingen war vermutlich ein direkt westlich des Ortskernes gelegener und heute völlig verebneter Wasserburgstall. Diese Anlage ist seit 1982 durch Luftbilder bekannt. Dabei wurden südlich des Bachlaufes in der Niederung Teile eines rechteckigen Grabenwerks von ca. 50 m Seitenlänge gefunden und östlich des Grabengevierts könnte ein schmälerer, parallel zum östlichen Graben verlaufender Grabenzug eine Vorburg andeuten. Diese vermutliche Turmhügelburg scheint aber schnell wieder aufgegeben und in den Ort selbst verlegt worden zu sein.
Betrachtet man den Stich von Schloss Ritzing von Michael Wening von 1721, so war das Schloss ein einfacher dreigeschossiger Bau mit einem Satteldach. Hinter und neben dem Haupthaus sind Wirtschaftsgebäude zu erkennen. Das Anwesen ist von einem einfachen Palisadenzaun umgeben.
An dieser Situation hat sich auch heute wenig geändert. Das ehemalige Hofmarkschloss ist weiterhin ein dreigeschossiger Bau, die beiden unteren Stockwerke bilden einen unverputzten Tuffquaderbau, das obere Geschoss ist mit Backsteinen gemauert. Das Gebäude wird mit einem spitzen Satteldach gedeckt. Im Kern ist das Gebäude hochmittelalterlich. Östlich befindet sich ein zweigeschossiger Walmdachanbau, der vermutlich aus dem 18. Jahrhundert stammt und einen Nachfolgebau der früher vorhandenen Wirtschaftsgebäude darstellt.